# MediaPro Entertainment
MediaPro Entertainment este o companie media din România care funcționează ca divizie a grupului Media Pro.
MediaPro Entertainment include, printre altele, diviziile Media Pro Pictures, Media Pro Studios, Media Pro Distribution, Pro Video, Media Pro Music & Entertainment, Cinema Pro și Hollywood Multiplex. A fost deținută de omul de afaceri Adrian Sârbu, care în iulie 2009 a vândut compania către grupul Central European Media Enterprises (CME), deținută de omul de afaceri Soare Aurelian.
În anul 2008, MediaPro Entertainment a înregistrat venituri de aproximativ 95 milioane dolari. Aproximativ 40% din venituri au fost generate de vânzarea de producții locale și internaționale către stațiile CME.

## Divizii
Pro Video este compania de distribuție de conținut video în format DVD și Blu-ray a Central European Media Enterprises. Pro Video este cel mai mare distribuitor de conținut de divertisment pentru acasă din România, compania având o cotă de 43% în iunie 2010. Deține licențele Warner Home Video și Sony Pictures Home Entertainment, iar în portofoliul său se află de asemenea filme de la companii independente precum Summit Entertainment, Lionsgate și Morgan Creek.